# Robert Antoine Pinchon

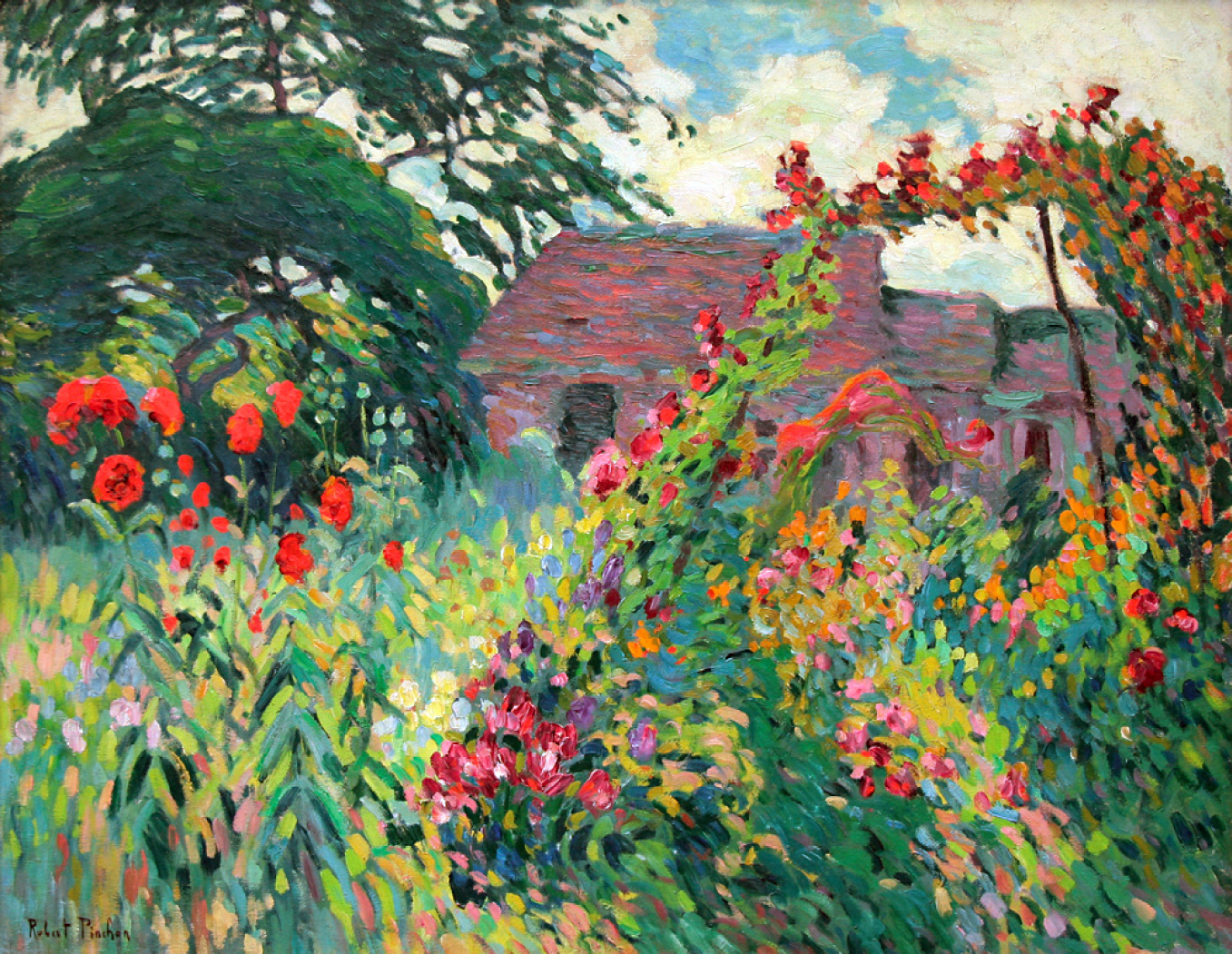
Der Garten der Mohnblumen

Robert Antoine Pinchon (* 1. Juli 1886 in Rouen; † 9. Januar 1943 in Bois-Guillaume) war ein post-impressionistischer Maler der zweiten Generation der École de Rouen.

## Leben
Sein Vater, ein Bibliothekar und Schriftsteller, war u. a. mit Guy de Maupassant befreundet. Schon als Kind wuchs Robert Antoine im Kontakt mit hoher Kultur auf. Sehr früh bekam er einen Malkasten mit Ölfarben und begann als Autodidakt im Alter von zwölf Jahren zu malen. Im Alter von 14 Jahren zeigte er sein Bild im Schaufenster eines Fotogeschäftes unweit des Hotels du Dauphin et d'Espagnie, wo bekannte Maler ihre Werke ausstellten. Der Kunstkritiker Georges Dubosc schrieb einen Artikel über Pinchons Malerei in Le Journal de Rouen vom 16. März 1900. Um 1903 ermöglichte der Kunstliebhaber François Depeaux dem jungen Künstler sich mit Albert Lebourg, Camille Pissarro und Claude Monet zu unterhalten. 
Robert Antoine Pinchon besuchte das Lycée Corneille in Rouen. Zwei andere Schüler aus seiner Klasse wurden auch namhafte Künstler und dauerhafte Freunde: Marcel Duchamp und Pierre Dumont. Das Zeichnen wurde im Lyzeum von Philippe Zacharie unterrichtet, der später zum Professor an der de Académie du Peinture et de Dessin berufen wurde. Die Akademie wurde später in École Régionale des Beaux-Arts de Rouen umbenannt.
Neben der akademischen Ausbildung der Beaux-Arts, besuchte Pinchon die Académie libre, die von 1895 bis 1896 von Joseph Delattre (1858–1912) zum Treffpunkt für unabhängige Künstler der neuen Generation wurde, die die l'École de Rouen gründeten. 1905 hatte er eine erste Einzelausstellung in der Galerie Legrip, wo er dem Publikum 24 Gemälde präsentierte.
1907 gründete Pinchon mit Pierre Dumont die "Groupe des Trente" (Gruppe der Dreißig, XXX), der unabhängige Künstler und Schriftsteller, wie André Derain, Raoul Dufy, Henri Matisse und Maurice de Vlaminck beitraten.
Mobilisiert während des Ersten Weltkrieges wurde Pinchon in der Schlacht an der Marne verwundet und geriet während der Schlacht von Verdun in die Gefangenschaft. Es gelang ihm, aus dem Gefangenenlager in der Nähe von Leipzig zu flüchten. Durch die Schweiz und Italien erreichte Pinchon am 20. Dezember 1918 seine Heimatstadt Rouen. 
Am 24. Januar 1921 heiratete er Elise Louise Joséphine Bance. Um 1931 wurde Pinchon Mitglied der Société des Artistes Français (S.A.F.). Am 1. Juli 1932 wurde Pinchon zum Mitglied der Académie des sciences, belles-lettres et arts de Rouen gewählt.